# Odontotrypes maedai
Odontotrypes maedai är en skalbaggsart som beskrevs av Henry Fuller Howden 2006. Odontotrypes maedai ingår i släktet Odontotrypes och familjen tordyvlar. Inga underarter finns listade i Catalogue of Life.